# Слобода (Вяземский район)
Слобода — деревня в Вяземском районе Смоленской области России. Входит в состав Кайдаковского сельского поселения. Население — 3 жителя (2007 год). 
Расположена в восточной части области в 14 км к югу от Вязьмы, в 0,1 км восточнее автодороги Р132 Вязьма — Калуга — Тула — Рязань. В 3,5 км северо-западнее деревни расположена железнодорожная станция Лосьмино на линии Вязьма — Занозная. 

## История
В годы Великой Отечественной войны деревня была оккупирована гитлеровскими войсками в октябре 1941 года, освобождена в марте 1943 года.